# Spiel der Spiele
 (février 2017).
Si vous disposez d'ouvrages ou d'articles de référence ou si vous connaissez des sites web de qualité traitant du thème abordé ici, merci de compléter l'article en donnant les références utiles à sa vérifiabilité et en les liant à la section « Notes et références ».
Le Spiel der Spiele est une récompense autrichienne créée en 2001 par la Wiener Spiele Akademie. 
L'Académie viennoise des jeux décerne le titre Spiel der Spiele (jeu des jeux) à un jeu. Elle désigne par ailleurs un grand nombre de jeux qu'elle classe dans plusieurs catégories : jeux entre amis, jeux familiaux, jeux pour enfants, jeux pour plusieurs joueurs, jeux pour deux joueurs, jeux pour joueurs chevronnés. Chaque catégorie peut avoir plusieurs jeux désignés pour une même année.
Le jury est constitué de cinq experts désignés par l'Académie.

## Jeux récompensés
| Année | Jeu                                 | Auteur(s)                                  | Éditeur       |
| ----- | ----------------------------------- | ------------------------------------------ | ------------- |
| 2001  | Nouveaux Mondes Die neuen Entdecker | Klaus Teuber                               | Tilsit Kosmos |
| 2002  | Pueblo                              | Michael Kiesling Wolfgang Kramer           | Ravensburger  |
| 2003  | Le Roi Arthur King Arthur           | Reiner Knizia                              | Ravensburger  |
| 2004  | Génial Einfach Genial               | Reiner Knizia                              | Tilsit Kosmos |
| 2005  | TransEuropa                         | Franz-Benno Delonge                        | Winning Moves |
| 2006  | Tal der Abenteuer                   | Reiner Knizia                              | Parker        |
| 2007  | Extreme Activity                    | Ulrike Catty, Maria Führer et Ernst Führer | Piatnik       |
| 2008  | Suleika                             | Dominique Ehrhard                          | Zoch          |
| 2009  | Ramses Pyramid                      | Reiner Knizia                              | Lego          |
| 2010  | Atlantis                            | Leo Colovini                               | Amigo         |
| 2011  | Asara                               | Wolfgang Kramer et Michael Kiesling        | Ravensburger  |
| 2012  | Santa Cruz                          | Marcel-André Casasola Merkle               | Hans im Glück |
| 2013  | Golden Horn                         | Leo Colovini                               | Piatnik       |